# Zagreb Indoors
Zagreb Indoors – męski turniej tenisowy zaliczany do cyklu ATP World Tour. Rozgrywany na kortach twardych w hali Dom Sportova w chorwackim Zagrzebiu od 2006 do 2015 roku. Wcześniej zawody odbywały się w latach 1996–1997.

## Mecze finałowe

### gra pojedyncza
| Rok  | Zwycięzca              | Finalista      | Wynik            |
| 2015 | Guillermo García-López | Andreas Seppi  | 7:6(4), 6:3      |
| 2014 | Marin Čilić            | Tommy Haas     | 6:3, 6:4         |
| 2013 | Marin Čilić            | Jürgen Melzer  | 6:3, 6:1         |
| 2012 | Michaił Jużny          | Lukáš Lacko    | 6:2, 6:3         |
| 2011 | Ivan Dodig             | Michael Berrer | 6:3, 6:4         |
| 2010 | Marin Čilić            | Michael Berrer | 6:4, 6:7(5), 6:3 |
| 2009 | Marin Čilić            | Mario Ančić    | 6:3, 6:4         |
| 2008 | Serhij Stachowski      | Ivan Ljubičić  | 7:5, 6:2         |
| 2007 | Markos Pagdatis        | Ivan Ljubičić  | 7:6(4), 4:6, 6:4 |
| 2006 | Ivan Ljubičić          | Stefan Koubek  | 6:3, 6:4         |
| 1997 | Goran Ivanišević       | Greg Rusedski  | 7:6, 4:6, 7:6    |
| 1996 | Goran Ivanišević       | Cédric Pioline | 3:6, 6:3, 6:2    |

### gra podwójna
| Rok  | Zwycięzcy                         | Finaliści                          | Wynik             |
| 2015 | Marin Draganja Henri Kontinen     | Fabrice Martin Purav Raja          | 6:4, 6:4          |
| 2014 | Jean-Julien Rojer Horia Tecău     | Philipp Marx Michal Mertiňák       | 3:6, 6:4, 10–2    |
| 2013 | Julian Knowle Filip Polášek       | Ivan Dodig Mate Pavić              | 6:3, 6:3          |
| 2012 | Markos Pagdatis Michaił Jużny     | Ivan Dodig Mate Pavić              | 6:2, 6:2          |
| 2011 | Dick Norman Horia Tecău           | Marcel Granollers Marc López       | 6:3, 6:4          |
| 2010 | Jürgen Melzer Philipp Petzschner  | Arnaud Clément Olivier Rochus      | 3:6, 6:3, 10–8    |
| 2009 | Martin Damm Robert Lindstedt      | Christopher Kas Rogier Wassen      | 6:4, 6:3          |
| 2008 | Paul Hanley Jordan Kerr           | Christopher Kas Rogier Wassen      | 6:3, 3:6, 10–8    |
| 2007 | Michael Kohlmann Alexander Waske  | Jaroslav Levinský František Čermák | 7:6(5), 4:6, 10–5 |
| 2006 | Jaroslav Levinský Michal Mertiňák | Davide Sanguinetti Andreas Seppi   | 7:6(7), 6:1       |
| 1997 | Saša Hiršzon Goran Ivanišević     | Brent Haygarth Mark Keil           | 6:4, 6:3          |
| 1996 | Libor Pimek Menno Oosting         | Martin Damm Hendrik Jan Davids     | 6:3, 7:6          |